# Великов, Николай Матвеевич
Николай Матвеевич Великов (род. 6 июня 1945, Нерехта, Костромская область) — тренер по фигурному катанию. В прошлом — советский фигурист, выступавший в парном катании в паре с Людмилой Синициной (Великовой). Мастер спорта СССР.

## Спортивная карьера
Николай Великов начал кататься на коньках в возрасте 15 лет, посмотрев фильм «Серенада солнечной долины», в котором снималась 3-кратная Олимпийская чемпионка Соня Хени. В паре с Людмилой Синициной он стал мастером спорта, пара регулярно входила в десятку лучших в СССР. Лучшим результатом пары стало 5-е место на чемпионате СССР, в международных стартах участия не принимали. Позже по медицинским показаниям Николай Матвеевич завершил карьеру и стал тренером своей бывшей партнёрши и жены в паре с Анатолием Евдокимовым. Лучшим результатом дуэта стало 3 место в Кубке СССР 1972 года и 3 место на чемпионате РСФСР в 1973 году. После завершения карьеры Людмила Великова, как и муж, перешла к тренерской деятельности.

## Тренерская деятельность
Через несколько лет после завершения карьеры Великовы вышли на международную арену как тренеры. Первый успех тренерского тандема Великовых — Марина Поплавская и Алексей Погодин, которые стали чемпионами СССР среди юниоров. Первой парой, завоевавшей медали международных турниров, были Нелли Червоткина и Виктор Тесля. Всего их воспитанники становились чемпионами мира среди юниоров 8 раз (Наталья Крестьянинова и Алексей Торчинский — трижды, Мария Петрова и Антон Сихарулидзе — дважды, Наталья Шестакова и Павел Лебедев, Мария Мухортова и Максим Траньков, Анастасия Мишина и Александр Галлямов) и 2 раза среди взрослых (пары Шишкова—Наумов в 1994 году и Петрова—Тихонов в 2000). Николай Матвеевич предпочитает работать с юниорами. Продолжает тренировать спортсменов.

## Личная жизнь
Николай Великов около 40 лет женат на своей бывшей партнёрше по паре Людмиле Синициной (Великовой), у них есть дочь и два внука. Внуки тоже занимаются фигурным катанием.

## Образование
ГДОИФК имени Лесгафта

## Награды и звания
- Мастер спорта СССР
- Заслуженный тренер России